# Sparta Warriors
Sparta Warriors su norveški klub u športu hokeju na ledu iz mjesta Sarpsborga.
Dijelom je športskog društva I.L. Sparta, a hokejaški odjel je utemeljen je 1959.
Svoje domaće utakmice igraju u dvorani Sparta Amfi, koja može primiti 3700 gledatelja.
Klupske boje su plava i bijela.

## Povijest
Nakon utemeljenja 1959., klub je dobio žestoki polet kad im je 1963. dovršena dvorana, prva zatvorene vrste u Norveškoj. U samo tri godine plasirali su se u 1. ligu kao prvi klub izvan Osla. Polet je bio kratkog daha, i veći dio '60-ih i '70-ih "Sparta" je provela u 2. ligi, s povremenim izletima u najviši razred.
'80-te su bile zlatnim dobom za "Spartu". Pod vodstvom karizmatičnog trenera Lassea Bäckmana, pojačani s nekoliko igrača iz drugih norveških klubova te uz par švedskih zvijezda, osvojili su svoje prvo prvenstvo 1983/84. Uspjeh je ponovljen 1988/89., kada su u završnici pobijedili favorizirane "Trondheim Black Pantherse", nakon što su u ligaškom dijelu u zadnjim kolima uspjeli uhvatiti zadnje mjesto koje je vodilo u doigravanje.
Uspjeh se pokazao skupim po klub, i 1995. je nakon niza godina mučenja s novčarskim problemima, "Sparta" je morala u stečaj ., te je morala ispočetka krenuti, iz 3. lige. Kratko vrijeme su bili u toj ligi, i 1997. su se vratili u najviši natjecateljski razred, čiji su član od tad neprekidno (stanje nakon sezone 2006/07.).

## Uspjesi
Bili su norveškim prvacima 1983/84. i 1988/89.
Bili su pobjednicima lige 1983/84. i 1985/86.

## Poznati igrači
- Igor Mišukov

## Vanjske poveznice
- http://www.sparta.no/ Službene stranice
- http://www.spartafans.no/  Arhivirana inačica izvorne stranice od 26. ožujka 2019. (Wayback Machine) Navijačke stranice